# Lend Me Your Comb
«Lend Me Your Comb» es una canción escrita por Kay Twomey, Fred Wise y Ben Weisman y publicado por Alamo Music, ASCAP. Originalmente fue el Lado B del sencillo de Carl Perkins «Glad All Over», publicada en diciembre de 1957, sobre los expedientes de Sun. Este fue el último sencillo de Carl Perkins en Sun Records. Las voces eran de Carl Perkins y Jay Perkins. Hoy en día es más conocido por una versión de The Beatles, grabada el 2 de julio de 1963 en los estudios de la BBC en Londres, Reino Unido. La canción de The Beatles les ha ayudado a ganar un poco de notabilidad en esos años. Musicalmente, es más conocida como una canción rock'n'roll, y se realiza como tal. La versión de The Beatles fue lanzado en su álbum Anthology 1.
También apareció en el álbum recopilatorio de The Beatles, Live! at the Star-Club in Hamburg, Germany, en 1962.

## Otras versiones
Otros artistas han versionado esta canción, incluyendo:
- Vince Eager
- Hoodoo Gurus
- Roddy Jackson